# Povești care atestă nebunia
Povești care atestă nebunia (în engleză Tales That Witness Madness) este un film de groază de antologie britanic din 1973 produs de Norman Priggen și regizat de Freddie Francis după un scenariu al actriței Jennifer Jayne.
Filmul a fost unul dintre mai multe dintr-o serie de filme antologice realizate în anii 1960 -1970, care a mai inclus Casa de orori ale Doctorului Groază (1965), Grădina torturii (1967), Casa care picura sânge (1970), Azilul (1972), Povești din criptă (1972), Povești din criptă II (1973) și De pe lumea ailaltă (1974). Aceste filme horror portmanteau au fost toate produse de Amicus Productions. Tales That Witness Madness este uneori confundat cu o producție Amicus; cu toate acestea, a fost produs de fapt de studiourile World Film Services.

## Intrigă
În segmentul introductiv (Clinic link episodes), Dr. Tremayne (Donald Pleasence), un psihiatru aflat într-un spital de psihiatrie (azil de afecțiuni mentale), dezvăluie colegului său Dr. Nicholas (Jack Hawkins) că a rezolvat patru cazuri speciale. Tremayne îi descrie cazurile pacienților Paul, Timothy, Brian și Auriol, prezentându-le pe fiecare pe rând lui Nicholas: 
În Mr. Tiger, Paul (Russell Lewis) este fiul mai mic, sensibil și introvertit al părinților care îl batjocoresc constant: Sam (Donald Houston) și Fay Patterson (Georgia Brown). Pe fondul acestei situații nefericite, el se împrietenește cu un tigru „imaginar”. 
În Penny Farthing, proprietarul unui magazin de antichități, Timothy (Peter McEnery), are un portret ciudat al „Unchiului Albert” (Frank Forsyth) și o bicicletă cu roată mare pe care a moștenit-o de la mătușa sa. Într-o serie de episoade, unchiul Albert îl obligă pe Timothy să monteze bicicleta, iar el este transportat într-o epocă anterioară, unde o curtează pe Beatrice (Suzy Kendall), de care era îndrăgostit tânărul Albert. Aceste călătorii o fac pe iubita lui Timothy, Ann (tot Suzy Kendall) să fie în pericol. 
În Mel, Brian Thompson (Michael Jayston) aduce acasă un brad vechi, pe care îl numește cu dragoste, Mel, montându-l în casa sa modernă, ca o piesă bizară de artă de obiecte găsite. El îi dă din ce în ce mai multă atenție lui Mel, ceea ce trezește furia soției sale geloase, Bella (Joan Collins). 
În Luau, un agent literar ambițios, Auriol Pageant (Kim Novak), îl judecă în mod lasciv pe noul său client Kimo (Michael Petrovich); el arată mai mult interes pentru frumoasa sa fiică, tânăra Ginny (Mary Tamm). Auriol planifică o petrecere luau somptuoasă pentru el; când planurile eșuează, asociatul lui Kimo Keoki (Leon Lissek) continuă organizarea petrecerii Luau ca o ceremonie care să asigure trecerea mamei lui Kimo, Malia (Zohra Sehgal), în „cer”, prin apariția unui zeu hawaian, iar o cerință este ca acesta să consume carnea unei fecioare: Ginny. 
În Epilog, Dr. Tremayne urmărește cum se manifestă manifestările pacienților. Dr. Nicholas nu poate vedea manifestările și îl declară nebun pe Dr. Tremayne, aparent pentru că a crezut în relatările bizare ale pacienților săi. Nicholas ajunge în zona pacienților și este ucis de d-l. Tigru „imaginar”. 

## Distribuție
Segment "Clinic Link Episodes"
- Jack Hawkins - Dr. Nicholas
- Donald Pleasence - Dr. Tremayne
- Charles Gray - Nicholas (segment "Clinic Link Episodes") (voce) (nemenționat)

Segment "Mr. Tiger"
- Georgia Brown - Fay
- Donald Houston - Sam
- Russell Lewis - Paul
- David Wood - Tutor

Segment "Penny Farthing"
- Suzy Kendall - Ann Beatrice
- Peter McEnery - Timothy
- Neil Kennedy - 1st Removal Man
- Richard Connaught - 2nd Removal Man
- Beth Morris - Polly
- Frank Forsyth - Uncle Albert

Segment "Mel"
- Joan Collins - Bella
- Michael Jayston - Brian

Segment "Luau"
- Kim Novak - Auriol
- Michael Petrovitch - Kimo
- Mary Tamm - Ginny
- Lesley Nunnerley - Vera
- Leon Lissek - Keoki
- Zohra Sehgal - Malia   (ca Zohra Segal)

## Producție
Tales That Witness Madness a fost filmat la studiourile Shepperton pe 35 de mm, cu un raport de aspect al imaginii de 1,85: 1. A fost ultimul film al lui Frank Forsyth, care apare în rolul unchiul Albert. Jack Hawkins a murit la scurt timp după ce scenele sale au fost filmate. Hawkins și-a eliminat laringele printr-o operație în 1966, iar în film vocea sa a fost dublată de Charles Gray în postproducție. Tales That Witness Madness a fost, de asemenea, ultimul film al lui Hawkins. 
Kim Novak a întrerupt o pauză de patru ani odată cu apariția ei în filmul Tales That Witness Madness. Ea a înlocuit-o pe Rita Hayworth la scurt timp după începerea producției.

## Evaluare
Encyclopedia of Horror scrie că filmul „evită farsa și dezvoltă un stil de umor foarte sec, care este susținut în mod abundent de distribuția excelentă în care doar Novak pare incapabilă să atingă nota corectă”.